# VDL Groep
VDL Groep — міжнародна промислова і виробнича компанія, заснована 1953 року. Зі свого головного офісу в Ейндховені, Нідерланди, VDL контролює свої дочірні компанії, які мають високий рівень автономії і відповідальності.
До автобусного підрозділу входять туристичні автобуси, громадський транспорт, модулі шасі, старі автобуси і автобусів mini & midi. Сектор готової продукції великий: системи підвіски для автомобільної промисловості, системи автоматизації виробництва, HVAC-системи, системи для нафтової, газової і нафтохімічної промисловості, соляріїв і дахових боксів, обладнання для обробки контейнерів, системи для сільськогосподарського сектора, машини для виготовлення і упаковки, виробничі системи для оптичних дисків і медичні системи.

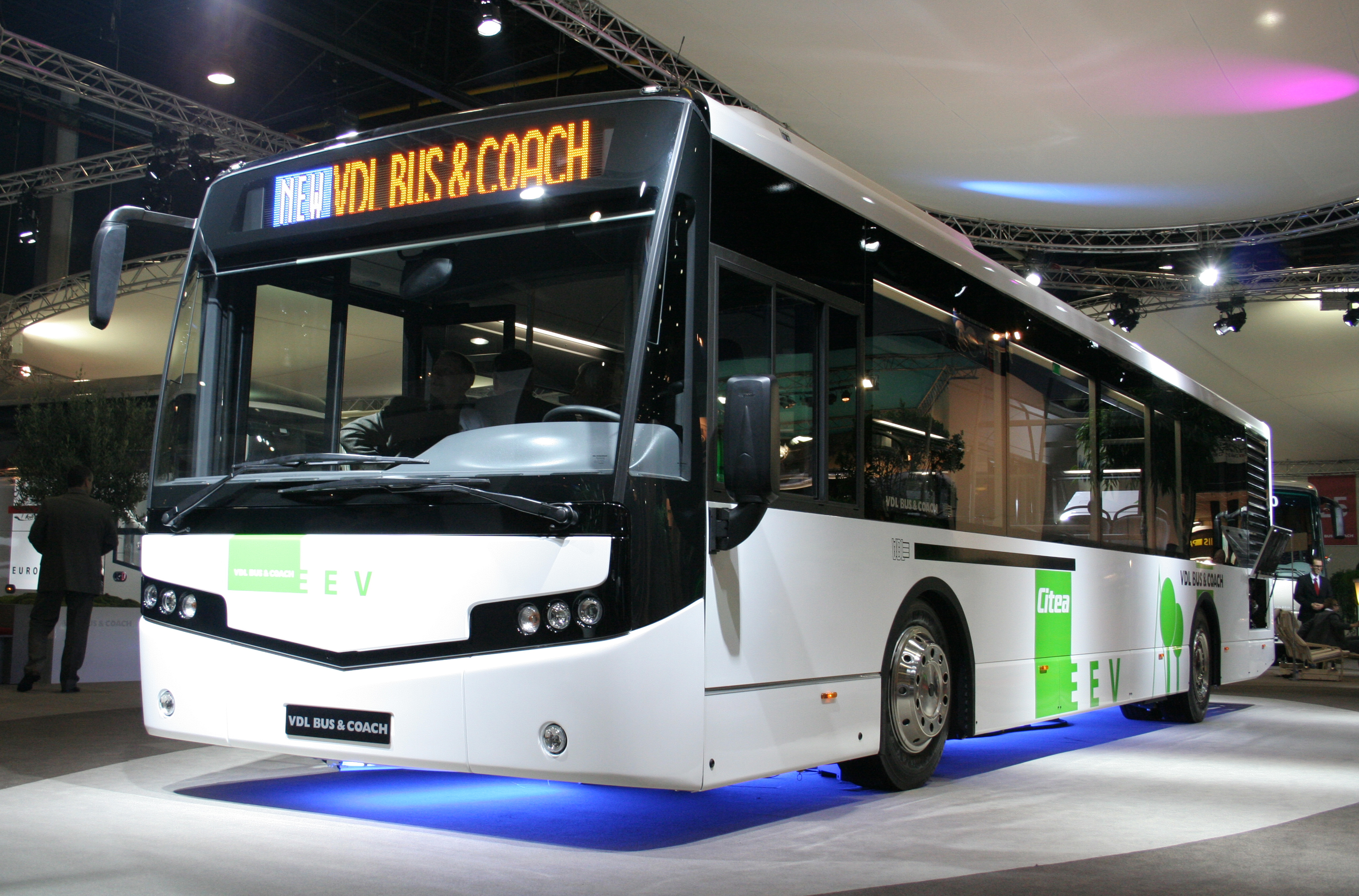
Міський автобус VDL Citea

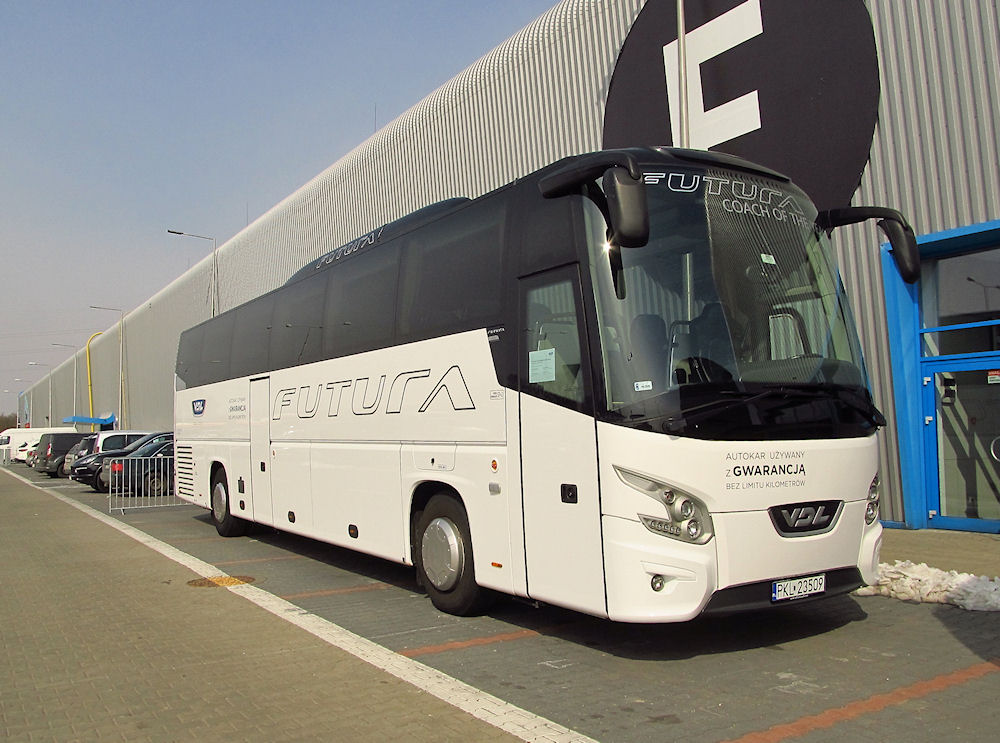
VDL Futura

## Показники діяльності
У 2010 році було продано 925 міських автобусів, 535 міжміських автобусів, 243 шасі та 232 міді- і мікроавтобуса. З часткою ринку 4,7 %, VDL займає шосте місце в Західній Європі. Основними територіями продажів є Франція, країни Бенілюксу, Німеччина, Велика Британія.

## Компанії, які входять в VDL Groep
- VDL Bus & Coach — виробник автобусів у місті Валкенсвард.
- VDL Nedcar — незалежний від бренду завод з виробництва автомобілів у місті Борн
- VDL TIM Hapert — міжнародна компанія, що спеціалізується на механічній обробці литих і ковальських робіт, зварювальних агрегатів, шпинделів і комплектних виробів.
- VDL ETG — колишні фабрики точних верстатів Philips, що спеціалізуються на розробці, виробництві і збірці високотехнологічних модулів.